# Marco Del Lungo
Marco Del Lungo (Tarquinia, 1º marzo 1990) è un pallanuotista italiano, portiere della Rari Nantes Savona e della Nazionale italiana.

## Biografia
Dopo aver iniziato la carriera nelle giovanili della COSER e poi del Civitavecchia, viene acquistato dall'AN Brescia nell'estate del 2011. Nel 2021, subito dopo essersi laureato campione d'Italia per la prima volta con la squadra lombarda, passa alla Pro Recco, con cui vince il suo secondo scudetto consecutivo ed ottiene, al primo tentativo, il titolo di campione d'Europa. Nel 2025 si trasferisce alla Rari Nantes Savona.
Con la calottina della nazionale ha vinto il campionato mondiale nel 2019.

## Palmarès

### Club
- Campionato italiano: 5

AN Brescia: 2020-2021
Pro Recco: 2021-2022, 2022-2023, 2023-2024, 2024-2025
- Coppe Italia: 4

An Brescia: 2011-2012
Pro Recco: 2021-2022, 2022-2023, 2024-2025
- LEN Champions League: 2

Pro Recco: 2021-2022, 2022-2023
- Coppe LEN: 2

AN Brescia: 2015-2016
Pro Recco: 2024-2025
- Supercoppa LEN: 3

Pro Recco: 2021, 2022, 2023

### Nazionale
- Olimpiadi

Rio de Janeiro 2016: 
- Mondiali

Gwangju 2019: 
Budapest 2022: 
Doha 2024: 
- Europei

Budapest 2014: 
Zagabria-Dubrovnik 2024: 
- Coppa del Mondo

Los Angeles 2023: 
- World League

Ruza 2017: 
Strasburgo 2022: 